# Марико, Фати
Фатимата Гандиги Марико, более известная как Фати Марико (род.1963) — нигерская певица.

## Биография
Марико получила образование в Ниамее и Бугуни. Её хит «Djana-Djana», спродюсированный группой Marhaba и выпущенный в 1986 году, принес ей первую известность. Марико поддерживала свою карьеру популярной певицы более трех десятилетий, иногда сотрудничая со звездами мужского пола и хип-хоп группами в своих постановках. Её творчество в основном основана на ритуалах Джерма-Сонгай и народной музыке. Она поет на французском и на различных языках Нигера, включая хауса, джерма и фула. В число её альбомов входят Issa Haro и Inch Allah.